# Gyranusoidea ceroplastis
Gyranusoidea ceroplastis är en stekelart som först beskrevs av Agarwal 1965.  Gyranusoidea ceroplastis ingår i släktet Gyranusoidea och familjen sköldlussteklar. Inga underarter finns listade i Catalogue of Life.